# Sierra Nevada (Spania)

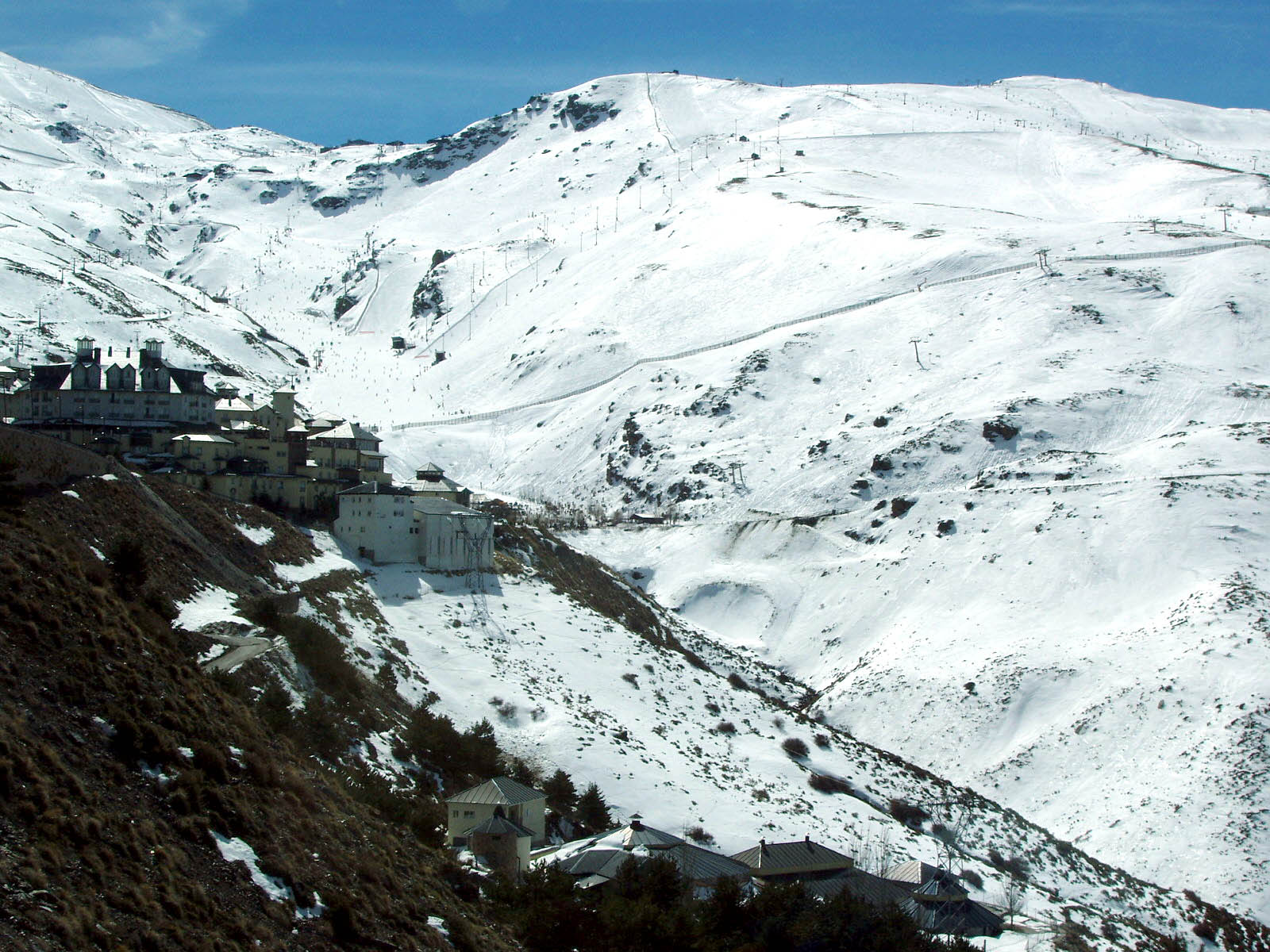
Statiune de ski

Sierra Nevada, însemnând "lanț înzăpezit" este un șir muntos în regiunea Andaluzia, Spania. Aici se află cel mai înalt vârf continental al Spaniei, Mulhacén de 3.482 m înălțime.
Este cea mai populară destinație turistică deoarece vârfurile sale muntoase fac posibil schiatul în cea mai sudică regiune a Europei, de-a lungul coastei Mării Mediterane, regiune cunoscută, de asemenea, pentru temperaturile calde și zilele însorite. La picioarele sale este fondat orașul Granada și un pic mai departe Malaga și Almeria.
Mare parte din acest lanț muntos a fost inclus în Parcul Național Sierra Nevada (Spania). De asemenea, acest lanț muntos a fost declarat Rezervație a Biosferei. Observatorul Sierra Nevada este situat în versantul nordic la 2800 m înălțime.

## Formarea
Munții Sierra Nevada au fost formați în timpul Orogenezei Alpilor, un eveniment de formare muntoasă în care s-au format la est Alpii și Munții Atlas situați în zona dinspre nordul Africii de-a lungul Mării Mediterane spre sud. Munții Sierra cum au fost observați în ziua de azi, s-au format în timpul erei Terțiar-ului (acum 65 - 1,8 milioane de ani) în urma coliziunii plăcilor tectonice Africană și Euroasiatică.

## Geografia
În partea centrală a șirului muntos se află o creastă muntoasă întinsă între vest-sud-vest și est-nord-est . Pe o lungă distanță , linia de partaj se menține constant la peste 3000m. altitudine .
La sud de linia de partaj , diferite văi de râu largi conduc către sud-est , separate de creste auxiliare .
În partea abruptă din nord , văile au mai puține orientări regulate . Această parte este dominată de râul Genil , care pornește de lângă Mulhacen , râu în care se revarsă multe alte râuri afluente .

## Vârfurile cele mai înalte
- Mulhacen
- Veleta
- Alcazaba

## Sport
- Sierra Nevada(stațiunea)